# Éloge de l'amour
Éloge de l'amour és una pel·lícula francesa dirigida per Jean-Luc Godard, estrenada el 2001.

## Argument
A la primera part, Edgar, director de cinema, realitza unes proves al costat dels productors per trobar una actriu protagonista per al seu proper projecte indeterminat (una pel·lícula, una òpera, una obra de teatre o una novel·la) centrada en l'amor i les seves etapes (trobada, passió física, separació i reconciliació) amb tres parelles: una jove, una adulta i l'altra vella. En aquest punt l'autor contacta amb una dona, Elle, que desperta la seva fascinació i que havia conegut tres anys abans. Quan el projecte està a punt de veure la llum, l'autor s'entera que Elle s'ha suïcidat. Tota aquesta part està rodada en pel·lícula en 16mm en blanc i negre.
Segona part: Edgar recorda llavors el moment en què va veure Elle (Berthe Samuel) per primera vegada: va ser en una entrevista amb una parella d'ancians supervivents de l'Holocaust que havien venut a un representant d'una productora (Spielberg Associates) vingut de Washington els drets del relat de les seves vides. Ella està estudiant per advocat. Els seus avis, que havien estat de la resistència francesa, li fan examinar un contracte que els han ofert uns americans que volen fer una pel·lícula sobre les seves activitats durant l'ocupació nazi de França. Aquesta segona part de la pel·lícula està rodada, en canvi, en format de vídeo DV i en color clarament sobresaturat.

## Repartiment
- Bruno Putzulu, Edgar
- Cecile Camp, Elle (Berthe Samuel)
- Jean Davy, L'avi
- Françoise Verny, l'àvia
- Audrey Klebaner, Églantine
- Jérémie Lippmann, Perceval
- Claude Baignières, M. Rosenthal
- Rémo Forlani, l'alcalde Forlani
- Mark Hunter, el periodista estatunidenc
- Jean Lacouture, l'historiador
- Philippe Lyrette, Philippe
- Bruno Mesrine, el mag
- Djéloul Beghoura, l'Algerià
- Violeta Ferrer, la dona 1
- Valérie Ortlieb, la dona 2

## Nominacions
- Palma d'Or al Festival Internacional de Cinema de Cannes 2001 per Jean-Luc Godard